# Rivista di Filologia e di Istruzione Classica
Rivista di Filologia e di Istruzione Classica (сокр. Riv. Fil., рус. Журнал классической филологии и образования) — итальянский академический журнал, посвящённый истории, филологии, литературе, философии Древней Греции и Древнего Рима. Журнал выходит с 1873 года. В период 1945—1949 годов назывался "Rivista di Filologia Classica". Выпускается издательством "Loescher editore" в Турине.